# С-300Ф
С-300Ф «Форт» (классификация НАТО — SA-N-6 Grumble, экспортное наименование — «Риф») — зенитный ракетный комплекс морского базирования с установкой вертикального пуска, предназначенный для уничтожения высокоскоростных, маневренных и малоразмерных целей во всём диапазоне высот от сверхмалых до больших. Главный конструктор — Титов Евгений Афанасьевич.

## История

ЗРК «Форт» на БПК Азов

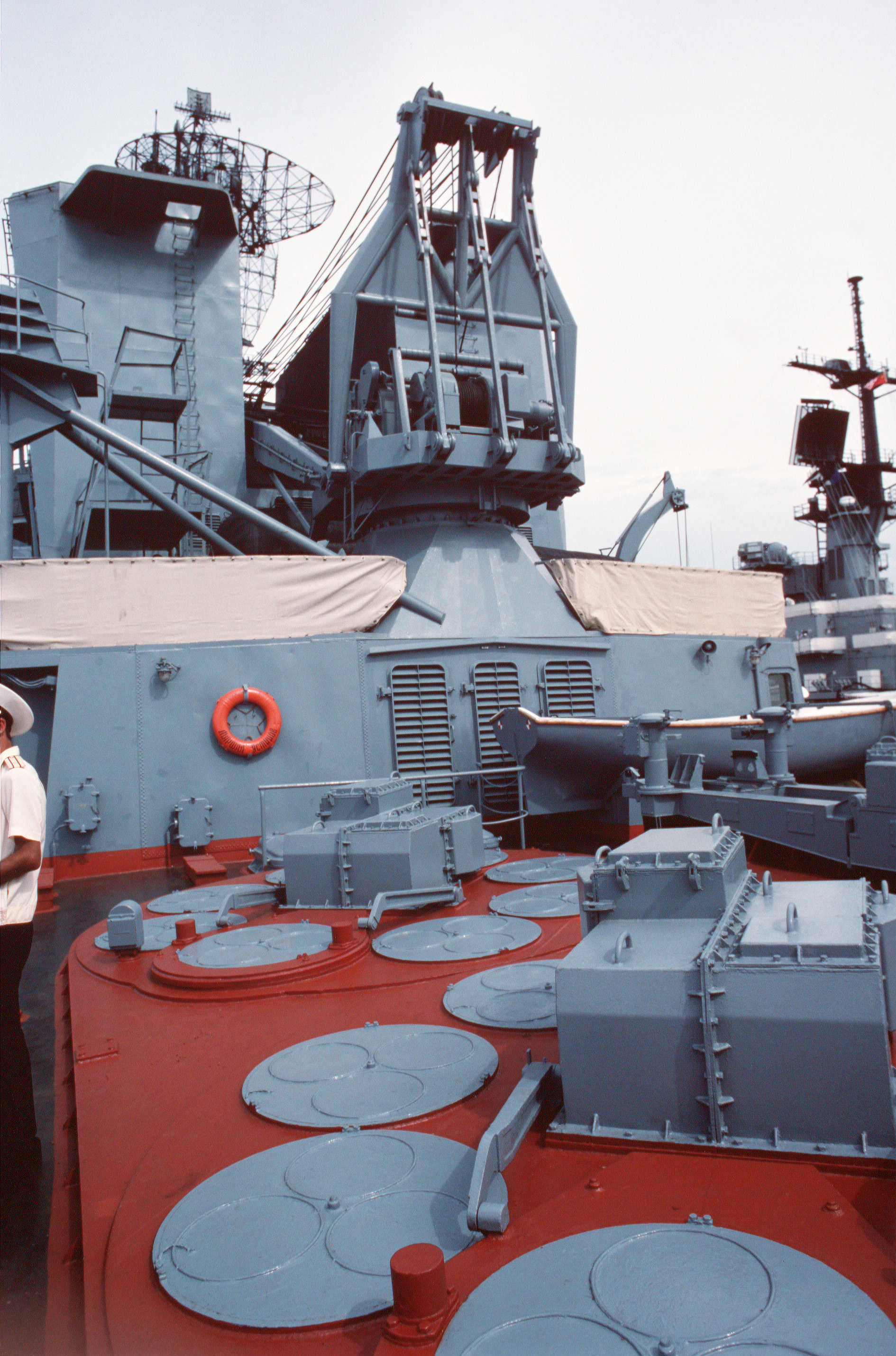
Пусковая установка ЗРК «Форт»

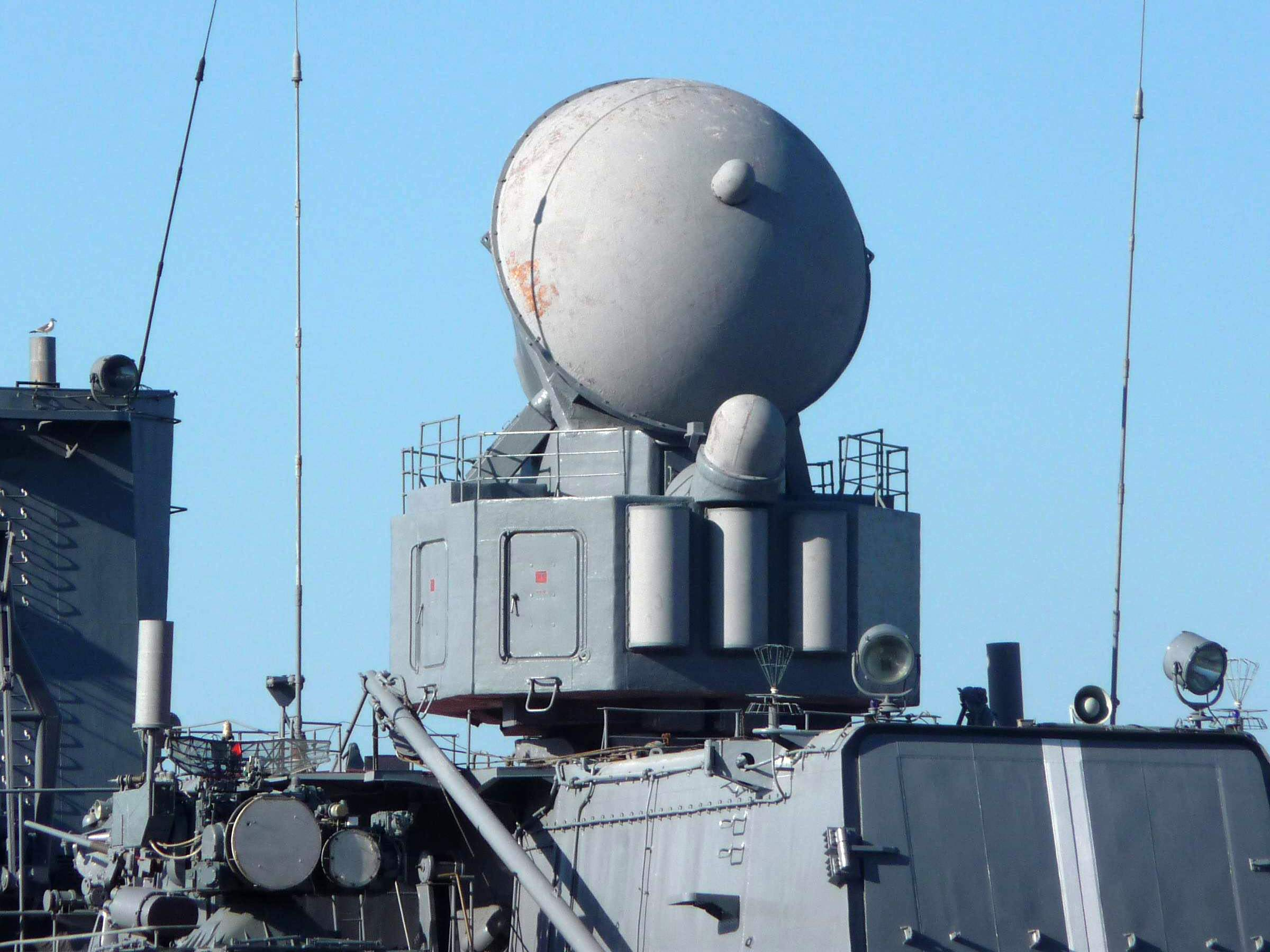
РЛС СУО 3Р41

Создавался на основе сухопутной ЗРС С-300П, принятой на вооружение в 1980 году. Предназначался для вооружения ракетных крейсеров проектов 1144 и 1164, а также неосуществлённого проекта 1165.
Головной разработчик — ВНИИ РЭ МСП (в дальнейшем преобразован в НПО «Альтаир»), главный конструктор — В. А. Букатов. Аванпроект выполнен в 1966 году. В 1977 году опытный образец ЗРК впервые установлен на Большом Противолодочном Корабле «Азов» проекта 1134-Б. «Азов» изначально строился по модифицированному проекту с заменой кормовой установки ЗРК «Шторм» на новый ЗРК. К моменту постройки ЗРК «Форт» еще не был готов и год корабль проходил без нее. В состав опытного образца входила пусковая установка из шести барабанов (всего 48 ракет) и система управления 3Р41.
В 1983 году на крейсере «Киров» (проект 1144) были завершены государственные испытания комплекса. Официальное принятие на вооружение состоялось в 1984 году.

## Конструкция

### Установка вертикального пуска
Установки вертикального пуска ЗРК «Форт» — подпалубные, револьверного типа. Выпускались в двух модификациях: Б-203 на шесть и Б-204 на восемь барабанов. Каждый барабан рассчитан на восемь ракет в транспортно-пусковых контейнерах, которые вертикально устанавливаются на направляющих. Один из контейнеров всегда находится под пусковым люком. После схода ракеты барабан автоматически поворачивается на 1/8 полного оборота и выводит на линию старта очередную ракету. Обеспечиваемый интервал стрельбы — 3 секунды. Перезарядка ПУ осуществляется специальным палубным зарядным устройством. Установки Б-203 и Б-204 занимает площадь 120 и 166 квадратных метров соответственно.

## Электронное оборудование
Управление ракетой осуществляет СУО 3Р41, основу которой составляет многофункциональный радар с фазированной антенной решёткой. Наведение по углу места электронное, по азимуту механическое (поворотом антенного поста) и электронное (отклонение луча с помощью ФАР).

## Ракеты

### Старт
Пуск ракеты осуществляется из вертикально расположенного транспортно-пускового контейнера. При старте контейнер наддувается пороховым аккумулятором давления, в результате чего разрушается ослабленная радиальными канавками композиционная крышка контейнера. Одновременно срабатывает расположенная внутри контейнера катапульта, которая выбрасывает ракету на высоту около 20 м. Катапульта представляет собой пневматические цилиндры со штоками, соединёнными внизу ракеты.
После выхода из контейнера раскрываются аэродинамические управляющие поверхности. На высоте 20 м, когда скорость ракеты уменьшается до нуля, включается маршевый двигатель и газодинамические рули, которые ориентируют ракету в пространстве и разворачивают её в сторону цели.

### 5В55РМ
ЗУР 5В55РМ — твердотопливная ракета вертикального старта, выполненная по нормальной аэродинамической схеме с газодинамической системой отклонения. Наводится на цель комбинированной системой управления — радиокомандной на маршевом участке и радиокомандной с сопровождением через ракету на терминальном. Цель поражается осколочно-фугасной боевой частью массой 130 кг с радиолокационным взрывателем.
Ракеты хранятся в герметичных транспортно-пусковых контейнерах (ТПК) и размещаются в подпалубных установках вертикального пуска (УВП). Вертикальный старт ракеты осуществляется из контейнеров пневматическим катапультирующим устройством. Маршевый двигатель запускается после выхода ракеты из контейнера на высоте 20-25 м от палубы.
Гарантируется работоспособность ракеты в ТПК в течение 10 лет без технического обслуживания. Перезарядка УВП осуществляется с использованием палубного зарядного устройства.
Ракета унифицирована с ракетой 5В55Р наземного ЗРК С-300П.

### 48Н6
На крейсере «Адмирал Нахимов» (третий корабль проекта 1144) был установлен усовершенствованный вариант комплекса (С-300ФМ), в котором была применена ракета 48Н6 с боевой частью направленного типа, унифицированная с сухопутным комплексом С-300ПМ. Ракета превосходит по габаритам 5В55РМ, для неё была разработана пусковая установка Б-203А. Ракета 48Н6 имеет максимальную дальность поражения до 150 км, но существовавшая на 1993 год система управления допускала дальность только 93 км.
Экспортный вариант ракеты носит наименование 48Н6Е.
Время работы твердотопливного ракетного двигателя — до 12 с. После разгона до скорости 1900—2100 м/с и выработки топлива ракета летит по инерции.
Ракета разработана НПО «Факел» и выпускается ПО «Ленинградский Северный завод» и ММЗ «Авангард».

### 48Н6E2
На крейсере «Пётр Великий» (четвёртый корабль проекта 1144) кроме модернизированного кормового комплекса с 48 ракетами 48Н6, установлен новый носовой комплекс С-300ФМ «Форт-М» с 48 ракетами 48Н6Е2.
Ракета 48Н6E2 унифицирована с аналогичной ракетой, применяемой в наземном комплексе С-300ПМУ2. Дальняя граница зоны поражения увеличена до 200 км. Повышена эффективность перехвата баллистических ракет с обеспечением подрыва боевой части цели.

### 9М96
В перспективе возможна дальнейшая модернизация «Форта» с использованием зенитных ракет семейства 9М96 разработки КБ «Факел». В стандартном транспортно-пусковом контейнере ЗРК «Форт» помещается 4 таких ракеты, что в 4 раза увеличивает боекомплект ЗРК.

## Недостатки
ЗРК «Форт» стал первым в мире корабельным ракетным комплексом, использовавшим для хранения и запуска ракет установку вертикального пуска (УВП). Применение УВП позволило значительно увеличить темп стрельбы (до 3 секунд на один пуск) и сократить время подготовки ЗРК к стрельбе. Тем не менее, явные преимущества новой системы пуска сочетались с непродуманными конструкторскими решениями.
Вместо разработки установок сотового типа (по этому пути пошли США, Франция, Англия и другие страны), под предлогом уменьшения размеров и количества отверстий в палубе было решено применить револьверные установки. В револьверной установке ракеты находятся во вращающемся барабане по 6—8 контейнеров с ракетами в одном барабане с одним пусковым люком на каждый барабан и для пуска следующей ракеты необходимо повернуть барабан, чтобы очередной контейнер занял позицию под пусковым люком.
В результате масса пусковой установки по сравнению с появившимися позднее в США сотовыми УВП Mk 41 оказалась при одинаковой ёмкости в 2—2,5 раза больше, а объём — в 1,5 раза больше. В конце 1980-х годов начались работы по созданию отечественных сотовых УВП, однако до развала СССР эти работы не были завершены.
Вращающаяся часть антенного поста СУО 3Р41 включала в себя не только антенну, но и высокочастотный блок, что увеличило массу вращающихся частей до 30 т и потребовало увеличения мощности силовых приводов. В то же время американские конструкторы в некоторых корабельных радарах с ФАР (например, AN/SPY-1) вообще отказались от движущихся антенн, разместив большее их количество неподвижно на переборках надстройки.
В результате этого минимальное водоизмещение корабля-носителя ЗРК «Форт» оказалось равным 6500 т и ЗРК размещался только на ракетных крейсерах.

## Модернизация
С-300ФМ «Форт-М» — обновлённая версия системы, устанавливаемая только на крейсеры класса 1144 «Орлан» (англ. Kirov class по классификации НАТО) и использует ракеты 48Н6, которые были представлены в 1990 году. Максимальная скорость поражаемых целей была увеличена до 1800 м/с. Вес боеголовки был увеличен до 150 кг. Радиус поражения был увеличен до 5—93 км (ракета 48Н6 имеет максимальную дальность поражения до 150 км, но существовавшая на 1993 год система управления допускала дальность только 93 км), а диапазон высоты до 25 м — 25 км. Новые ракеты используют систему наведения через РЛС ракеты и могут перехватывать баллистические ракеты малого радиуса действия. Экспортная версия называется «Риф-М». Этой системой вооружены китайские эсминцы типа 051С.
Обе корабельные системы могут включать инфракрасную систему наведения для уменьшения уязвимости от помех. Также ракете разрешается уничтожать цели за пределами видимости радара, такие, как военные корабли или противокорабельные ракеты.
На крейсере «Пётр Великий», кроме модернизированного кормового комплекса для использования ракет 48Н6 , установлен новый носовой комплекс С-300ФМ «Форт-М» с новым антенным постом. В процессе модернизации комплекса «Форт-М» на «Петре Великом» ракеты 48Н6 были заменены на более современные 48Н6Е2 с максимальной дальностью пуска 200 км и улучшенными характеристиками поражения баллистических целей (ракеты унифицированы с сухопутным комплексом С-300ПМУ2). Из-за конструктивных особенностей нового варианта боекомплект ракет уменьшили на 2 до 46. Таким образом, крейсер «Пётр Великий» вооружён одним комплексом С-300Ф с 48 ракетами 48Н6 и одним комплексом С-300ФМ с 46 ракетами 48Н6Е2.

## Тактико-технические характеристики
В таблице приведены тактико-технические характеристики ЗРК «Форт»
| Характеристика                       | Тип ракеты         | Тип ракеты         | Тип ракеты         |
| Характеристика                       | 5В55РМ             | 48Н6E              | 48Н6Е2             |
| ------------------------------------ | ------------------ | ------------------ | ------------------ |
| Год принятия на вооружение           | 1984               |                    |                    |
| Зона поражения по дальности (ракета) | 5-75 км            | 5-150 км           | 5-200 км           |
| Зона поражения по дальности (ЗРК)    | 5-75 км            | 5-90 км            |                    |
| Зона поражения по высоте (ракета)    | 25-25 000 м        | 10-27 000 м        | 10-27 000 м        |
| Зона поражения по высоте (ЗРК)       | 25-25 000 м        | 25-25 000 м        |                    |
| Скорость полёта ЗУР                  | до 2000 м/с        | до 2100 м/с        |                    |
| Скорость цели                        | 50-1300 м/с        | до 3000 м/с        |                    |
| Число сопровождаемых целей           | до 6               | до 6               | до 6               |
| Число одновременно наводимых ракет   | до 12              | до 12              | до 12              |
| Наведение на маршевом участке        | радиокомандное     | радиокомандное     | радиокомандное     |
| Наведение на терминальном участке    | СУ через ракету    | СУ через ракету    | СУ через ракету    |
| Длина ЗУР                            | 7,25 м             | 7,5 м              | 7,5 м              |
| Диаметр корпуса ЗУР                  | 0,508 м            | 0,519 м            | 0,519 м            |
| Размах крыла                         | 1,124 м            | 1,134 м            | 1,134 м            |
| Масса ЗУР                            | 1664 кг            | 1900 кг 1800 кг    | 1840 кг            |
| Масса боевой части                   | 130 кг             | 143 кг 145 кг      | 180 кг             |
| Тип БЧ                               | осколочно-фугасная | осколочно-фугасная | осколочно-фугасная |
| Длина ТПК                            | 8,0 м              |                    |                    |
| Диаметр ТПК                          | 1,0 м              |                    |                    |
| Масса ТПК                            | 2300 кг            | 2580 кг            |                    |
| Тип двигателя                        | РДТТ               | РДТТ               | РДТТ               |
| Масса ЗРК                            | > 200 т \|         | > 200 т \|         | > 200 т \|         |

## Установки на кораблях
Корабли, находящиеся в строю ВМФ РФ и КНР:
- Ракетные крейсера проекта 1144 — 12 пусковых С-300Ф (96 ракет). На «Петре Великом» 6 пусковых С-300Ф и 6 пусковых С-300ФМ.
- Ракетные крейсера проекта 1164 — 8 пусковых С-300Ф (64 ракеты).
- Эскадренные миноносцы типа 051С — 6 пусковых С-300ФМ (48 ракет).

Корабли, выведенные из состава ВМФ РФ:
- БПК проекта 1134-БФ «Форт» — 6 пусковых С-300Ф (48 ракет).